# Liste von Eisenbahnmuseen

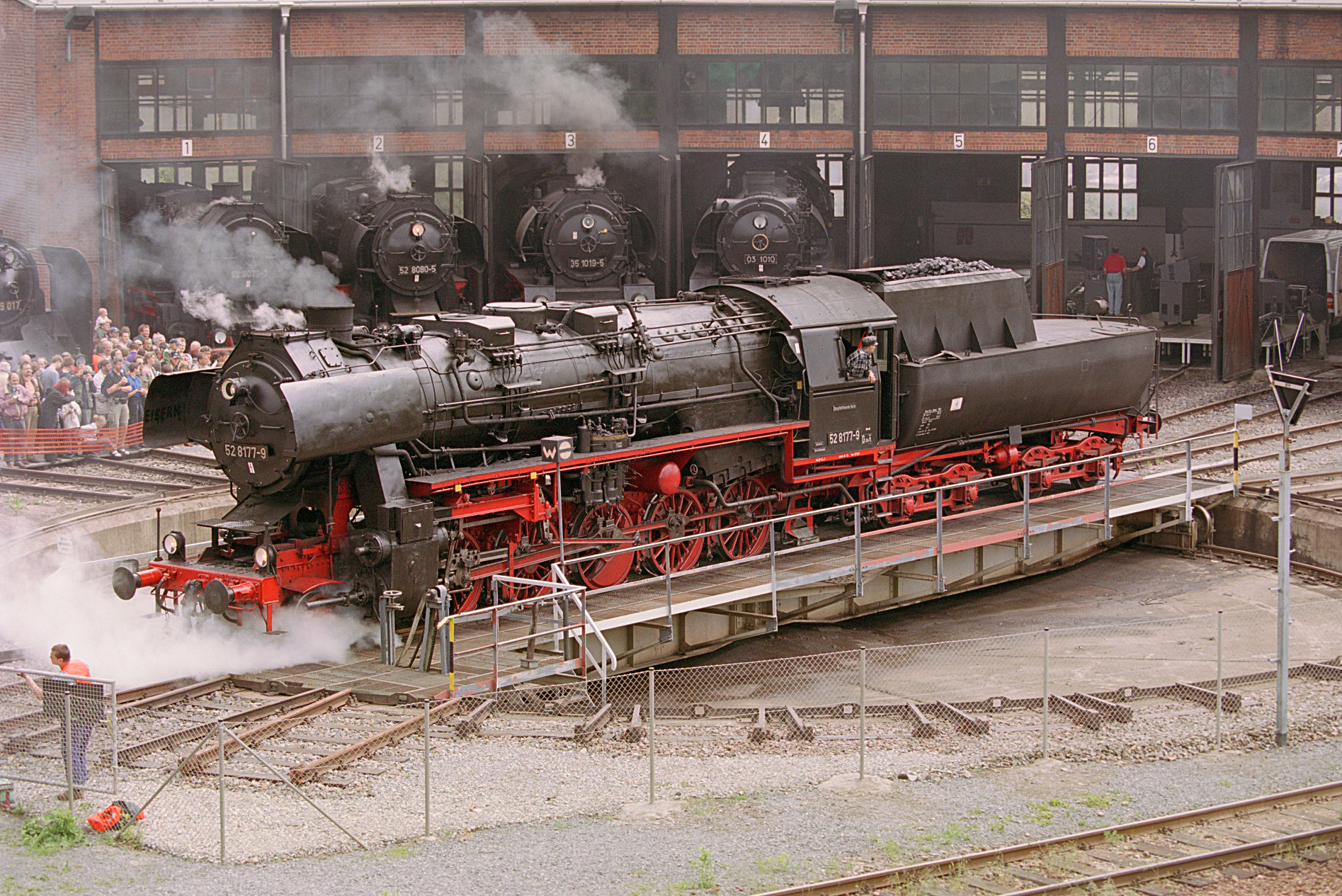
Viele Eisenbahnmuseen sind in historischen Bahnanlagen untergebracht.

Ein Eisenbahnmuseum ist ein Verkehrsmuseum, das dem Thema Eisenbahngeschichte gewidmet ist. Exponate sind neben Schienenfahrzeugen und eisenbahntechnischen Einrichtungen meistens themenbezogene Gegenstände aller Art, wie weitere Fahrzeuge, Karten des Streckennetzes, Fahrkarten, Kursbücher, andere historische Schriftstücke, Uniformen und Modelle.
Eine weitere Form zur Erhaltung und zum Betrieb historischer Schienenfahrzeuge sind Museumseisenbahnen.
Die Geschichte der Eisenbahn befasst sich als Teilgebiet der traditionellen Technikgeschichte mit der Erforschung und Dokumentation der Geschichte des Schienenverkehrs, der dazugehörenden Technik und ihrer technologischen Entwicklung. In jüngerer Zeit gewinnt daneben der Ansatz einer interdisziplinären Kulturgeschichte zunehmend an Bedeutung. Außerdem sind die Stichwörter Infrastruktur, Transportwesen und Industrielle Revolution einschlägig.
Es existieren unter anderem folgende Eisenbahnmuseen:

## Europa

### Deutschland

#### Baden-Württemberg
1. Heilbronn-Böckingen, Süddeutsches Eisenbahnmuseum Heilbronn
2. Horb am Neckar, Eisenbahn-Erlebniswelt Schienenverkehrsgesellschaft
3. Karlsruhe, Verkehrsmuseum
4. Möckmühl, Museum der Jagsttalbahn im Bahnhof
5. Neresheim, Museum der Härtsfeldbahn
6. Sinsheim, Auto- und Technikmuseum Sinsheim, Museum mit bedeutender Eisenbahnsammlung
7. Schramberg, Eisenbahnmuseum Schwarzwald
8. Trossingen, Museum der Trossinger Eisenbahn im Stadtbahnhof
9. Bahnhof Zollhaus-Blumberg: Museum der Wutachtalbahn
10. Tuttlingen, Bahnbetriebswerk: Deutsches Dampflok- und Modelleisenbahnmuseum[1]

#### Bayern
1. Augsburg, Bahnpark Augsburg
2. Bayerisch Eisenstein, Lokalbahnmuseum
3. Freilassing, Lokwelt Freilassing
4. München, Verkehrszentrum, Außenstelle des Deutschen Museums mit bedeutender Eisenbahnsammlung
5. Neuenmarkt, Deutsches Dampflokomotiv-Museum
6. Neuoffingen, Eisenbahnmuseum, betrieben durch Schwaben Dampf e. V.
7. Nördlingen, Bayerisches Eisenbahnmuseum
8. Nürnberg, Verkehrsmuseum Nürnberg (DB-Museum)
9. Nürnberg, Feldbahn-Museum 500, Feldbahnmaterial der Spurweite 500 mm
10. Nürnberg, Fränkische Museums-Eisenbahn
11. Rötz, Oberpfälzer Handwerksmuseum mit Teilbereich zur aufgelassenen Bahnstrecke Bodenwöhr–Rötz
12. Rügland, Fränkisches Feldbahnmuseum e. V.
13. Würzburg, Eisenbahnmuseum Würzburg[2]

#### Berlin
1. Berliner S-Bahn-Museum (derzeit geschlossen)
2. Deutsches Technikmuseum Berlin, mit bedeutender Eisenbahnsammlung
3. Berliner U-Bahn-Museum

#### Brandenburg
1. Basdorf, Heidekrautbahnmuseum
2. Buckow (Märkische Schweiz), Eisenbahnmuseum Buckower Kleinbahn
3. Falkenberg/Elster, Brandenburgisches Eisenbahnmuseum Falkenberg (Elster)
4. Loksammlung Falkenberg, private Loksammlung Bernd Falz
5. Gramzow, Brandenburgisches Museum für Klein- und Privatbahnen
6. Letschin, Eisenbahnmuseum Letschin
7. Lindenberg, Prignitzer Kleinbahnmuseum  (Pollo)
8. Rheinsberg, Arbeitsgemeinschaft Rheinsberger Bahnhof
9. Wittenberge, Historischer Lokschuppen Wittenberge

#### Hamburg
1. Hamburg-Wilhelmsburg, Eisenbahnmuseum im ehemaligen Bahnbetriebswerk (nach einem Brand des Rundschuppens 1994 scheiterte eine Fortführung letztlich mit der Aufgabe/dem Verkauf des Geländes durch die Deutsche Bahn)
2. Wohldorf, Nahverkehrsmuseum Kleinbahnhof Wohldorf

#### Hessen
1. Edertal Gellershausen „Spielzeugeisenbahnen im Schaufenster“, Verein Historische Spielzeugeisenbahnen e. V. http://historische-spielzeugeisenbahnen.de/imprint/
2. Bebra[3] und Museum Bahnhof Bebra
3. Darmstadt-Kranichstein, Eisenbahnmuseum Darmstadt-Kranichstein
4. Frankfurt-Bockenheim, Frankfurter Feldbahnmuseum
5. Frankfurt-Schwanheim, Verkehrsmuseum Frankfurt am Main
6. Hünfeld, Konrad-Zuse-Museum (Außenstelle Wasserturm)
7. Solms-Oberbiel, Feld- und Grubenbahnmuseum Fortuna
8. Wiesbaden-Dotzheim, Aartalbahnmuseum im Bahnhof Wiesbaden-Dotzheim

#### Mecklenburg-Vorpommern
1. Kühlungsborn West, „Molli-Museum“
2. Pasewalk, Eisenbahnerlebniszentrum Pasewalk[4]
3. Prora, Oldtimer Museum Rügen
4. Schwerin, Mecklenburgisches Eisenbahn- und Technikmuseum, seit 2006 betrieben vom Verein Mecklenburgische Eisenbahnfreunde Schwerin e. V.
5. Wismar, Eisenbahnmuseum Wismar[5]

#### Niedersachsen
1. Braunschweig, Braunschweiger ZeitSchiene
2. Bruchhausen-Vilsen, Niedersächsisches Kleinbahnmuseum
3. Deinste, Deutsches Feld- und Kleinbahnmuseum
4. Emden, Freilichtausstellung vor dem Hbf, Dampflok BR 44
5. Norden, Museumseisenbahn Küstenbahn Ostfriesland
6. Salzbergen, Freilichtausstellung am Bahnhof, u. a. Dampflok BR 43
7. Vienenburg, Bahnhof Vienenburg#Eisenbahnmuseum

#### Nordrhein-Westfalen
1. Bochum-Dahlhausen, Eisenbahnmuseum Bochum
2. Coesfeld-Lette, Eisenbahnmuseum Lette
3. Dieringhausen, Eisenbahnmuseum Dieringhausen
4. Rommerskirchen Oekoven, Feldbahnmuseum Oekoven
5. Dortmund, Nahverkehrsmuseum Dortmund
6. Enger, Kleinbahnmuseum Enger
7. Erkrath, Museum Lokschuppen am Bahnhof Hochdahl
8. Gangelt-Schierwaldenrath, Kleinbahnmuseum der Selfkantbahn
9. Gelsenkirchen-Bismarck, Bahnbetriebswerk Gelsenkirchen-Bismarck
10. Haaren, WLE Bahnmuseum mobil
11. Hamm, Museumseisenbahn Hamm
12. Köln-Dünnwald, Museumsstellwerk
13. Köln-Nippes, Rheinisches Industriebahn-Museum
14. Metelen, Eisenbahnmuseum Metelen Land
15. Mülheim an der Ruhr, Alte Dreherei
16. Münster, Westfälisches Eisenbahnmuseum Münster, wurde 2011 aufgelöst, die Bestände wurden von der Museumseisenbahn Hamm übernommen
17. Münster, Eisenbahnmuseum Pängel Anton
18. Radevormwald-Dahlhausen, Museumsbahnhof Dahlhausen
19. Siegen, Südwestfälisches Eisenbahnmuseum, siehe hier
20. Stadtlohn, Eisenbahnmuseum Stadtlohn
21. Wesseling, Eisenbahnmuseum Wesseling[6]

#### Rheinland-Pfalz
1. Asbach (Westerwald), Eisenbahnmuseum der Rhein-Sieg-Eisenbahn
2. Bockenau, Museum der Kreuznacher Kleinbahnen (Open-Air)
3. Guldental, Feldbahnmuseum Guldental
4. Hermeskeil, Dampflokmuseum Hermeskeil
5. Jünkerath, Eisenbahn-Museum Jünkerath
6. Koblenz-Lützel, DB Museum Koblenz
7. Neustadt an der Weinstraße, Eisenbahnmuseum der Pfalz
8. Pronsfeld, Eisenbahnmuseum Pronsfeld (Open-Air)
9. Speyer, Technik-Museum Speyer, Museum mit bedeutender Eisenbahnsammlung
10. Westerburg, Eisenbahnplakat-Museum

#### Saarland
1. Losheim am See Bahnpost-Eisenbahnmuseum

#### Sachsen
1. Adorf, Bahnbetriebswerk Adorf
2. Chemnitz, Sächsisches Eisenbahnmuseum
3. Chemnitz, Technikmuseum Seilablaufanlage
4. Chemnitz, Schauplatz Eisenbahn (gemeinsames Museumsareal des Sächsischen Eisenbahnmuseums und des Technikmuseums Seilablaufanlage seit der 4. Sächsischen Ländesausstellung 2020)
5. Dresden, Eisenbahnmuseum Bw Dresden-Altstadt
6. Dresden, Verkehrsmuseum Dresden
7. Dresden-Gittersee, Museum zur Geschichte der Windbergbahn
8. Leipzig, Eisenbahnmuseum Bayerischer Bahnhof zu Leipzig
9. Löbau, Maschinenhaus Löbau
10. Nossen, Bahnbetriebswerk Nossen
11. Oberheinsdorf, Museum zur Rollbockbahn
12. Oybin, zur Geschichte der Zittauer Schmalspurbahn
13. Radebeul, Schmalspurbahnmuseum Radebeul
14. Rittersgrün, Schmalspurbahnmuseum
15. Schwarzenberg/Erzgeb., Eisenbahnmuseum Schwarzenberg
16. Wilsdruff, Eisenbahnmuseum Wilsdruff

#### Sachsen-Anhalt
1. Halle (Saale), DB Museum Halle (Saale)
2. Kötzschau, Eisenbahnmuseum Kötzschau
3. Staßfurt, Traditionsbetriebswerk Staßfurt

#### Schleswig-Holstein
1. Aumühle, Eisenbahnmuseum Lokschuppen Aumühle
2. Groß Kummerfeld, Eisenbahnmuseum Bahnhof Kleinkummerfeld
3. Kappeln, Angelner Dampfeisenbahn
4. Neumünster, Bahnbetriebswerk Neumünster (Rendsburger Eisenbahnfreunde e. V.)
5. Schönberger Strand, Kiel-Schönberger Eisenbahn

#### Thüringen
1. Arnstadt, Eisenbahnmuseum Arnstadt
2. Gera, Historisches Bahnbetriebswerk Gera[7]
3. Probstzella, Grenzbahnhof-Museum im Bahnhof[8]
4. Weimar, Eisenbahnmuseum Weimar

### Österreich
- Kärnten
  - Ferlach, HISTORAMA Museum f Technik u Verkehr Nostalgiebahnen in Kärnten
  - Sankt Veit an der Glan, Museum für Verkehrs- und Stadtgeschichte
- Niederösterreich
  - Deutsch-Wagram, Eisenbahnmuseum Deutsch-Wagram
  - Eisenbahnmuseum Schwarzenau
  - Eisenbahnmuseum Schwechat
  - Eisenbahnmuseum Sigmundsherberg
  - Eisenbahnmuseum Strasshof
  - Feld- und Industriebahnmuseum Freiland bei Türnitz
- Oberösterreich
  - Berg bei Rohrbach, Mühlkreisbahnmuseum
  - LOKPARK AMPFLWANG oberösterreichisches Eisenbahn- und Bergbaumuseum
  - Mondsee, Salzkammergut-Lokalbahn-Museum
- Salzburg
  - Museum Tauernbahn
- Steiermark
  - Eisenbahnmuseum Knittelfeld
  - Mürzzuschlag, Südbahnmuseum
  - Technisches Eisenbahnmuseum Lieboch
  - Vordernberg, Erzbergbahnmuseum
- Tirol
  - Innsbruck, Tiroler MuseumsBahnen
  - Eisenbahn Museum der Eisenbahnfreunde in Lienz
- Wien
  - Technisches Museum Wien

### Schweiz
1. Kanton Basel-Stadt, Basel, Tram-Museum Basel
2. Kanton Bern, Kallnach, und Kerzers (FR), Bahnmuseum Kerzers/Kallnach
3. Kanton Glarus, Engi, Sernftalbahn
4. Kanton Graubünden, Bergün, Albulabahn
5. Kanton Jura, Delsberg, Rotonde de Delémont
6. Kanton Luzern, Luzern, Verkehrshaus
7. Kanton Neuenburg, Saint-Sulpice NE, Depot
8. Kanton Neuenburg, Boudry, Musée du tram Neuchâtel
9. Kanton Thurgau, Romanshorn, Locorama – Eisenbahn-Erlebniswelt
10. Kanton Waadt, Chamby, Museum und Museumsbahn Blonay–Chamby
11. Kanton Waadt, Vallorbe, Eisen- und Eisenbahnmuseum
12. Kanton Zürich, Schlieren, SWS Museum Schweizerische Wagons- und Aufzügefabrik AG Schlieren-Zürich
13. Kanton Zürich, Zürich, Tram-Museum Zürich

### Belarus
1. Baranowitschi, Freilicht-Eisenbahnmuseum, Музей железнодорожной техники города Барановичи
2. Brest, Берасьце, Чыгуначны музей, Eisenbahnmuseum Brest

### Belgien

#### Region Brüssel-Hauptstadt
1. Brüssel-Schaerbeek am Bahnhof, Eisenbahnmuseum  „Train World“

#### Flandern
1. Maldegem, Stoomcentrum Maldegem
2. Mechelen, Spoorwegmuseum De Mijlpaal, Eisenbahnmuseum Mechelen, geschlossen seit dem 1. Oktober 2011; die Ausstellungsstücke sind nach Brüssel-Schaerbeek verlagert worden

#### Wallonien
1. Lüttich-Kinkempois
2. Treignes/Mariembourg, ist eine Museumseisenbahn

### Bulgarien
1. Ruse, Eisenbahnmuseum Ruse

### Dänemark
1. Region Midtjylland, Jütland, Ryomgård, Djurslands Jernbanemuseum, eröffnet 1984 im Empfangsgebäude, 1995 Umzug zum jetzigen Standort
2. Region Sjælland, Seeland, Hørve, am Bahnhof, Odsherreds Trafikmuseum, lokales Verkehrsmuseum mit Eisenbahnutensilien, eröffnet Mai 1992
3. Region Sjælland, Guldborgsund, Gedser, Gedser remise, seit 1986
4. Region Syddanmark, Fünen, Odense, Dänisches Eisenbahnmuseum
5. Region Hovedstaden, Bornholm, Nexø, Eisenbahnmuseum Bornholm[9]

### Estland
1. Haapsalu, Raudtee- ja sidemuuseum, Eisenbahnmuseum Haapsalu

### Finnland
1. Akaa, Veturimuseo
2. Hyvinkää, Suomen Rautatiemuseo
3. Keuruu, Haapamäen höyryveturipuisto, Eisenbahnmuseum Ukko-Pekka[10]

### Frankreich
(Region, Departement, Ort[-steil], Museum)
1. Region Auvergne-Rhône-Alpes, Département Ain, Ambérieu-en-Bugey, Musée du cheminot. Museum der Eisenbahnarbeiter, eröffnet 1988[11]
2. Region  Bretagne, Département Côtes-d’Armor, Dinan, Musée du Rail
3. Region Bretagne, Département Morbihan, Guiscriff, Musée du Train
4. Region Centre-Val de Loire, Département Loiret, Pithiviers, Musée des transports de Pithiviers, Schmalspurbahnmuseum, eröffnet am 23. April 1966[12]
5. Region Grand Est, Département Haut-Rhin, Mülhausen, Eisenbahnmuseum Mülhausen
6. Region Grand Est, Département Moselle, Rettel, Museum der Eisenbahner in Lothringen Musée lorrain des cheminots, seit 1998[13]
7. Region Hauts-de-France, Département Somme, La Neuville-lès-Bray-Froissy, Musée des chemins de fer Militaires et Industriels Militär- und Feldbahnmuseum (60 cm)
8. Region Île-de-France, Département Seine-et-Marne, Chelles, Musée des transports urbains, interurbains et ruraux, eröffnet 1974, seit 2003 trägt es den offiziellen Titel Musée de France
9. Region Île-de-France, Département Seine-et-Marne, Longueville (Seine-et-Marne), Musée vivant du chemin de fer AJECTA
10. Region Île-de-France, Département Val-d’Oise, Butry-sur-Oise, Gare de Valmondois, Musée des tramways à vapeur et des chemins de fer secondaires français, Museum der Dampflokomotiven und Sekundärbahnen, eröffnet 1975
11. Region Île-de-France, Département Seine-Saint-Denis, Rosny-sous-Bois, Rosny-Rail
12. Region Normandie, Département Orne, Saint-Pierre-du-Regard, Dépôt-musée de Pont-Érambourg, 1435 mm
13. Region Nouvelle-Aquitaine, Département Pyrénées-Atlantiques, Laruns, Le musée du Petit Train d’Artouste
14. Region Nouvelle-Aquitaine, Département Gironde, Guîtres, Musée du Chemin de fer de la Vallée de L’Isle Nord du Libournais
15. Region Nouvelle-Aquitaine, Département Charente-Maritime, Mornac-sur-Seudre, Eisenbahnmuseum Mornac, eröffnet 1972
16. Region Nouvelle-Aquitaine, Département Charente-Maritime, Saint-Just-Luzac, 16, rue du Musée, Musée Atlantrain
17. Region Okzitanien, Département Lot, Saint-Géry (Lot), Mémorial Quercy Lot
18. Region Provence-Alpes-Côte d’Azur, Fuveau-La Barque, Musée provençal des transports
19. Region Provence-Alpes-Côte d’Azur, Departements Alpes-Maritimes, Breil-sur-Roya, [Écomusée du haut-pays et des transports Écomusee]

### Griechenland
1. Athen, Metro Athen, an der Station Piräus
2. Athen-Sepolia, Eisenbahnmuseum Athen Nationales Eisenbahnmuseum seit 1979
3. Kalamata, Eisenbahnpark
4. Thessalien, Gesellschaft der Museumseisenbahn, Museum mit Museumsverkehr
5. Thessaloniki, Eisenbahnmuseum Thessaloniki

### Irland
1. Donegal, Alter Bahnhof, Donegal Railway Heritage Centre

### Italien
(Region, Stadt, italienischer Name des Museums, eventuell weiterführender Artikel)
1. Region Apulien, Lecce, Museo Ferroviario della Puglia, Eisenbahnmuseum von Apulien
2. Region Emilia-Romagna, Bologna, Museo dei Trasporti, (Transport Museum)
3. Region Julisch Venetien, Triest, Il Museo Ferroviario di Trieste Campo Marzio, Eisenbahnmuseum Triest
4. Region Kampanien, Neapel-Pietrarsa, Museo Nazionale Ferroviario di Pietrarsa, Nationales Eisenbahnmuseum
5. Region Latium, Rom, Porta San Paolo, Parco Museo Ferroviario
6. Region Latium, Colonna, Museo della Stazione Colonna
7. Region Ligurien, La Spezia, Museo Nazionale dei Trasporti, (Transport Museum)
8. Region Ligurien, Taggia, Museo Ferroviario Ligure Onlus
9. Region Lombardei, Bahnhof Luino, Abteilung des Eisenbahnmuseum Verbano
10. Region Lombardei, Mailand Museo nazionale della scienza e della tecnologia Leonardo da Vinci (Pad. Ferroviario), Eisenbahnabteilung
11. Region Lombardei, Somma Lombardo Volandia – Museo dei Trasporti Ogliari, mit Eisenbahnabteilung
12. Region Lombardei, Saronno Museo delle Industrie e del Lavoro del Saronnese, mit Eisenbahnabteilung[14]
13. Region Piemont, Altavilla Monferrato, Museo dei Tramways a vapore ed elettrici
14. Region Piemont, Bussoleno, Museo del trasporto ferroviario attraverso le Alpi
15. Region Piemont, Cuneo, Museo Ferroviario di Cuneo
16. Region Piemont, Savigliano, Museo ferroviario piemontese
17. Region Sardinien, Cagliari, Il museo Ferroviario Sardo
18. Region Sardinien, Monserrato, Museo delle Ferrovie della Sardegna
19. Region Toskana, Pistoia, Deposito Rotabili Storici di Pistoia

Quelle: railtouritalia.com

### Kroatien
(Ort, Name des Museums, Artikel)
1. Zagreb, Hrvatski željeznički muzej, Kroatisches Eisenbahnmuseum
2. Zagreb, Tehnički muzej, Technisches Museum Zagreb, – Eisenbahnen, Straßenbahnen, Automobile

### Lettland
Lettisches Museum für Eisenbahngeschichte mit den Standorten Jelgava und Riga

### Litauen
- Vilnius: Eisenbahnmuseum Litauens
- Šiauliai: Eisenbahnmuseum Šiauliai

### Luxemburg
1. Fond-de-Gras, Industrie- und Eisenbahnpark

### Malta
1. Mtarfa, Museum zur Bahnstrecke Valletta–MdinaMuseum

### Niederlande
1. Provinz Gelderland, Beekbergen, Veluwsche Stoomtrein Maatschappij ist eine Museumseisenbahn in Beekbergen,
2. Provinz Gelderland, Winterswijk, Bahnhof, Station Winterswijk GOLS
3. Provinz Groningen, bei Groningen, Waterhuizen, Spoorwegmuseum Waterhuizen (1971–2014)
4. Provinz Groningen, Zuidbroek, Bahnhof, Noord-Nederlands Trein & Tram Museum, eröffnet am 10. Oktober 2014
5. Provinz Groningen, Stadskanaal, Bahnhof, Stichting Stadskanaal Rail, eröffnet 1994
6. Provinz Südholland, Katwijk, Dampfeisenbahn am Valkenburger See, Schmalspurbahnmuseum
7. Provinz Südholland, Rotterdam, Stoom Stichting Nederland
8. Provinz Utrecht, Utrecht, Nederlands Spoorwegmuseum
9. Provinz Limburg, Simpelveld,[16] Zuid-Limburgse Stoomtrein Maatschappij
10. Provinz Overijssel, Haaksbergen, Museum Buurtspoorweg
11. Provinz Noord-Holland, Hoorn, Museumstoomtram Hoorn–Medemblik

### Norwegen
1. Hamar, Norsk Jernbanemuseum
2. bei Bergen, Bahnhof Stend Eisenbahnmuseum

### Polen
Quelle ist der Atlas Linii Kolejowych Polski 2010
1. Woiwodschaft Großpolen, Wolsztyn (Wollstein), Bahnbetriebswerk Wolsztyn
2. Woiwodschaft Karpatenvorland, Powiat Leski, Gemeinde Cisna, Majdan, Schmalspurbahnausstellung Museumseisenbahn
3. Woiwodschaft Kleinpolen, Chabówka, Freilichtmuseum für Schienenfahrzeuge in Chabowka
4. Woiwodschaft Kleinpolen, Krzeszowice (Kressendorf), Skansen kolejowy w Krzeszowicach
5. Woiwodschaft Kleinpolen, Nowy Sącz (Neu Sandez), Newag
6. Woiwodschaft Kujawien-Pommern (Bromberg), Bydgoszcz, Izba Tradycji Bydgoskich Dróg Żelaznych
7. Woiwodschaft Kujawien-Pommern, Wenecja, Schmalspurbahnmuseum Wenecja für Bahnen mit 600 mm Spurweite
8. Woiwodschaft Kujawien-Pommern Redecz Krukowy, Kujawiesches Eisenbahnmuseum
9. Woiwodschaft Łódź, Powiat Brzeziński, Rogów, Schmalspurbahn Rogów–Biała Rawska
10. Woiwodschaft Łódź, Skierniewice, Eisenbahnmuseum Skierniewice
11. Woiwodschaft Łódź, Zduńska Wola-Karsznice (Zduńska Wola), Skansen Taboru Kolejowego w Karsznicach
12. Woiwodschaft Lublin, Janów Lubelski, Skansen Kolei Leśnej
13. Woiwodschaft Lublin, Lubartów, Izba tradycji Lubartow
14. Woiwodschaft Masowien, Grodzisk Mazowiecki, Muzeum Elektrycznej Kolei Dojazdowej
15. Woiwodschaft Masowien, Pionki, Skansen Leśnej Kolei Wąskotorowej, Kolej Leśna Pionki
16. Woiwodschaft Masowien, Sochaczew, Schmalspurbahnmuseum für Bahnen mit 750 mm Spurweite, eröffnet am 6. September 1986
17. Woiwodschaft Masowien, Warschau, Eisenbahnmuseum Warschau
18. Woiwodschaft Niederschlesien, Dzierżoniów (Reichenbach im Eulengebirge), Sowiogórskie Muzeum Techniki
19. Woiwodschaft Niederschlesien, Jaworzyna Śląska (Königszelt), Eisenbahnmuseum, Muzeum Przemysłu i Kolejnictwa na Śląsku
20. Woiwodschaft Pommern, Kościerzyna, (Berent), Eisenbahnmuseum Skansen, Skansen Parowozownia Kościerzyna
21. Woiwodschaft Schlesien, Częstochowa (Tschenstochau), Muzeum Historii Kolei w Częstochowie
22. Woiwodschaft Schlesien, Herby Nowe (Neu Herby), Muzeum Koleje Herby Nowe
23. Woiwodschaft Schlesien, Pyskowice (Peiskretscham), Eisenbahnmuseum Pyskowice (Skansen kolejowy w Pyskowicach)
24. Woiwodschaft Schlesien, Rudy (Kuźnia Raciborska), ul. Szkolna 1, (Groß Rauden), Zabytkowa Stacja Kolei Wąskotorowej Rudy (Schmalspurbahnmuseum)
25. Woiwodschaft Schlesien, Tarnowskie Góry ul. Szczęść Boże 52, (Tarnowitz), Skansen Maszyn Parowych
26. Woiwodschaft Westpommern, Gryfice (Greifenberg in Pommern), Schmalspurbahnmuseum Gryfice, für Bahnen mit 1000 mm Spurweite

### Portugal
1. Museu Ferroviário de Arco de Baúlhe
2. Museu Ferroviário de Bragança
3. Museu Ferroviário de Chaves
4. Museu Ferroviário de Lousado, Vila Nova de Famalicão
5. Museu Ferroviário de Valença
6. Museu Nacional Ferroviário, Entroncamento
7. Museu Ferroviário de Macinhata do Vouga
8. Museu Ferroviário de Santarém
9. Núcleo Museológico de Estremoz
10. Museu Ferroviário de Lagos

### Rumänien
1. Bukarest, Muzeul cailor ferate, Eisenbahnmuseum Bukarest
2. Reșița, Muzeul locomotivelor cu abur, Freilicht-Dampflokomotiven-Museum Reșița
3. Sibiu, Muzeul Locomotivelor cu Abur, Eisenbahnmuseum Sibiu eröffnet 1994
4. Jimbolia, Muzeul Căilor Ferate

### Russland
1. Jekaterinburg, Schmalspurbahnmuseum
2. Moskau, Museum der Moskauer Eisenbahn (Rigaer Bahnhof)
3. Moskau, Museum der Moskauer Eisenbahn (Pawelezer Bahnhof)
4. Moskau, U-Bahn-Museum
5. Nowosibirsk, Museum für Eisenbahntechnik
6. Pereslawl-Salesski, Schmalspurbahnmuseum
7. Sankt Petersburg, Russisches Eisenbahnmuseum

### Schweden
Die Hauptstützpunkte des Sveriges Järnvägsmuseum befinden sich in Gävle und Ängelholm
1. Dalarnas län, Grängesberg, Eisenbahnmuseum Grängesberg
2. Gävleborgs län, Gävle
3. Gotland, Dalhem,  Gotlands Hesselby Jernväg (GHJ) ist ein Eisenbahnmuseum und eine Museumseisenbahn auf der Insel Gotland.
4. Jönköpings län, Nässjö, Eisenbahnmuseum Nässjö
5. Norrbottens län, Luleå, Eisenbahnmuseum Luleå (Norrbottens Järnvägsmuseum)
6. Norrbottens län, Moskosel, Moskosels Rallarmuseum (Museum der Eisenbahnarbeiter)
7. Östergötlands län, Linköping, Eisenbahnmuseum Linköping (Östergötlands Järnvägsmuseum)
8. Örebro län, Nora, Nora Bergslags Veteran-Jernväg
9. Skåne län, Ängelholm, Järnvägens Museum
10. Skåne län, Kristianstad, Eisenbahnmuseum Kristianstad (Regiomuseet Kristianstad)
11. Stockholms län, Nynäshamn, Eisenbahnmuseum Nynäshamn (Nynäshamns Järnvägsmuseum)
12. Stockholms län, Södertälje, Marcus Wallenberg-hallen, (beinhaltet einige Eisenbahnwagen)
13. Värmland Hagfors Eisenbahnmuseum Järnvägsmuseum
14. Västerbottens län, Sorsele, Inlandsbanemuseet (Museum der Inlandsbahn)

### Serbien
1. Eisenbahnmuseum Belgrad (Železnički muzej / Железнички музеј, Museum der Serbischen Eisenbahn ŽS), seit 1953

### Slowakei
1. Bratislava Pressburg, Slovenské technické múzeum – Múzeum dopravy Bratislava, Transportmuseum Bratislava
2. Bratislava Pressburg, Železničné múzeum, Eisenbahnmuseum Bratislava

### Slowenien
1. Ljubljana, Eisenbahnmuseum Ljubljana (Museum der Slowenischen Staatsbahnen)
2. Izola, Museum Parenzana

### Spanien
1. Madrid, Bahnhof Madrid Delicias, Museo del Ferrocarril de Madrid, eröffnet 1967
2. Asturien, Gijón-Natahoyo, Museo del Ferrocarril de Asturias, Plaza de la Estación del Norte, Museo del Ferrocarril de Asturias
3. Baskenland, Azpeitia, Museo Vasco del Ferrocarril/Burdinbidearen Euskal Museoak
4. Extremadura, Mérida (Spanien), Museo do Ferrocarril de Merida
5. Galicien, Monforte de Lemos, Museo do Ferrocarril de Galicia
6. Kastilien und León, Aranda de Duero, Museo del Ferrocarril de Aranda de Duero, eröffnet 1998
7. Kastilien und León, Ponferrada, Calle Vía Nueva, 7, Museo del Ferrocarril de El Bierzo
8. Kastilien-La Mancha, Alcázar de San Juan, Avenida de Alvarez Guerra, Museo Ferroviario Alacazar de San Juan
9. Katalonien, Vilanova i la Geltrú, Eisenbahnmuseum von Katalonien, Museu del Ferrocarril de Catalunya
10. Katalonien, La Pobla de Lillet, Schmalspurbahnmuseum La Pobla de Lillet
11. Katalonien, Móra la Nova, Das Zentrum der Eisenbahn Interpretation von Móra la Nova, Centre d'Interpretació del Ferrocarril de Móra la Nova
12. Murcia, Águilas (Bahnhof), Museo del Ferrocarril
13. Navarra, Castejón (Navarra), Estación de Ferrocarril, Apartado de Correos, 3 (Bahnhof), Museo Ferroviario de Castejón de Ebro[17]
14. Mallorca, Marratxí, Parc Ferroviari i Museu de les Illes Balears, Club Ferroviari Vaporista de Mallorca (CFVM)[18]

### Tschechien
1. Praha (deutsch Prag), Národní technické muzeum, Technisches Nationalmuseum in Prag
2. Jihočeský kraj, České Budějovice (deutsch Budweis), Muzeum koněspřežné železnice, Pferdeeisenbahnmuseum Budweis
3. Jihočeský kraj, Stožec (deutsch Tusset), Pošumavská jižní dráha (PJD) (Museum und Museumsbahn auf der ehemaligen Strecke Haidmühle–Wallern)
4. Královéhradecký kraj, Jaroměř (deutsch Jermer), Eisenbahnmuseum Jaroměř
5. Pardubický kraj, Mladějov na Moravě (deutsch Blosdorf), Mladějovská průmyslová dráha, Industriebahnmuseum Mladějov (Schmalspurbahn)
6. Pardubický kraj, Pardubice (deutsch Pardubitz), Muzeum Rosice nad Labem, Eisenbahnmuseum Rosice nad Labem
7. Středočeský kraj, Lužná u Rakovníka (deutsch Luschna), ČD Muzeum Lužná u Rakovníka, Eisenbahnmuseum Lužná u Rakovníka (Museum der Tschechischen Bahnen ČD)
8. Středočeský kraj, Zlonice (deutsch Slonitz), Eisenbahnmuseum Zlonice
9. Ústecký kraj, Chomutov (deutsch Komotau), Eisenbahnmuseum Chomutov (Außenstelle des Technischen Nationalmuseums in Prag)
10. Ústecký kraj, Zubrnice (deutsch Saubernitz), Eisenbahnmuseum Zubrnice (Kleines Eisenbahnmuseum der Lokalbahn Großpriesen-Wernstadt-Auscha)
11. Museumseisenbahn Kateřina–Soos

### Türkei
1. Ankara, Talatpasa Boulevard
2. Ankara, Bahnhof
3. Ankara-Maltepe, Celal Bayar Boulevard, TCDD Open Air Steam Locomotive Museum
4. Çamlık, Eisenbahnmuseum Çamlık, Dampflokmuseum

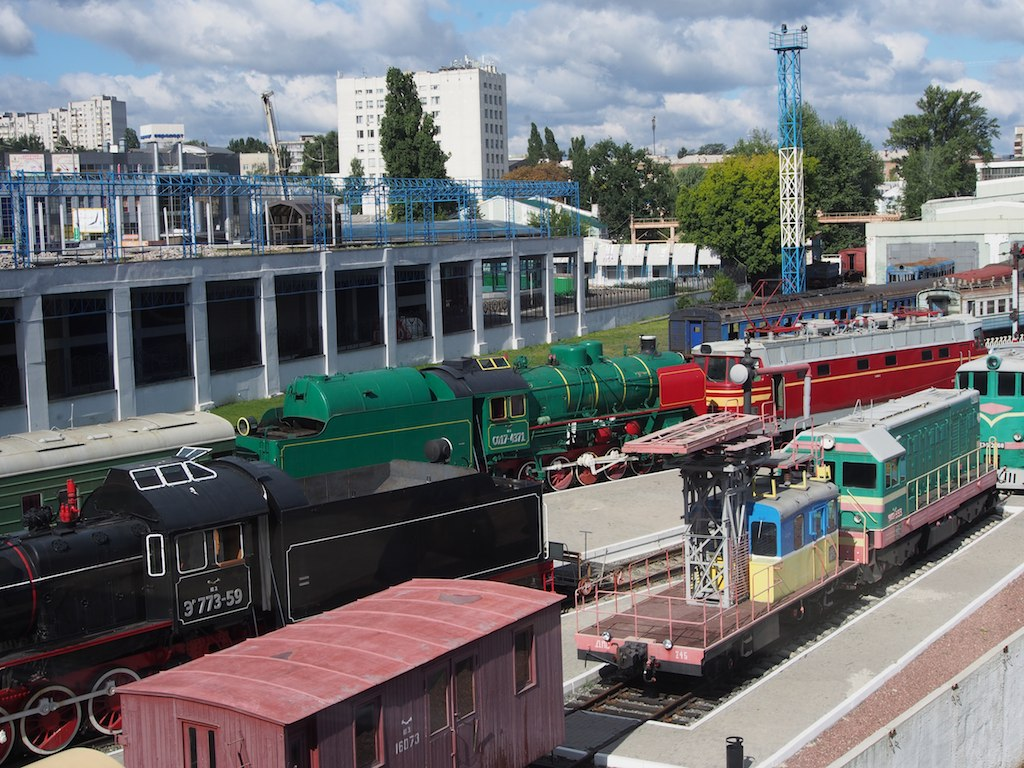
Eisenbahnmuseum Kiew-Passaschirskij

5. Istanbul-Sirkeci, Bahnhof
6. Istanbul, Rahmi M. Koç Museum.
7. Izmir-Alsancak

### Ukraine
1. Donezk, Музей истории и развития Донецкой железной дороги
2. Kiew, Bahnhof Kyjiw-Passaschyrskyj, Ausstellung historischer Lokomotiven und Waggons, eröffnet 2011[19]
3. Kiew, U-Bahn Museum Kiew, eingeweiht 2005

### Ungarn
1. Budapest, Magyar Vasúttörténeti Park, Bahnhistorischer Park Budapest
2. Budapest, Városliget, Magyar Műszaki és Közlekedési Múzeum, Verkehrsmuseum Budapest
3. Budapest, Deák Ferenc tér, Földalatti Vasúti Múzeum Budapest, U-Bahn-Museum Budapest, älteste U-Bahn auf dem europäischen Kontinent
4. Nagycenk, Közlekedési Múzeum – Kisvasúti Szabadtéri Állandó Járműkiállítás Nagycenk, Kleinbahnmuseum der Széchenyi-Museumsbahn

### Vereinigtes Königreich

#### England
1. London, Clapham, Museum of British Transport, geschlossen in den frühen 1970ern
2. London, Kensington, Cromwell Road, National Museum of Science
3. Nordostengland, Grafschaft Durham, Beamish, North of England Open Air Museum, – Eisen- und Straßenbahnen (Freiluftmuseum)[20]
4. Nordostengland, Grafschaft Durham, Shildon, Locomotion Museum, eröffnet September 2004
5. Nordwestengland, Manchester, Science and Industry Museum, eröffnet am 15. September 1983
6. Ostmittelland, Northamptonshire, Schmalspurbahnmuseum Irchester
7. Südwestengland, Wiltshire, Swindon, Museum of the Great Western Railway
8. Yorkshire and the Humber, York, National Railway Museum

#### Schottland
1. Glasgow, Glasgow Museum of Transport
2. Aberdeenshire, Maud, Aberdeenshire, Bahnhof, Maud Railway Museum
3. Inverness-shire, Glenfinnan, Glenfinnan Station Museum (Museum im Bahnhof Glenfinnan)

#### Wales
1. Gwynedd, Tywyn, Narrow Gauge Railway Museum
2. Clwyd, Betws-y-Coed, Conwy Valley Railway Museum
3. Torfaen, Griffithstown, Griffithstown Railway Museum (2002–2011)
4. Gwynedd, Bangor, Llandygai, Penrhyn Castle Railway Museum, Museum für Industrieeisenbahnen

#### Nordirland
1. bei Belfast, Cultra, Ulster Folk and Transport Museum, – alle Verkehrsarten (Betreiber: National Museums and Galleries of Northern Ireland [MAGNI]), eröffnet 1964[21]

#### Isle of Man
1. Port Erin, Station Road, Eisenbahnmuseum Isle of Man, ab 1975[22]

### Zypern
1. Evrychou, Eisenbahnmuseum

## Afrika

### Südafrika
1. Westkap, George, Outeniqua Transport Museum
2. Gauteng, Johannesburg, South African National Railway And Steam Museum
3. KwaZulu-Natal, bei Durban, Inchanga, Inchanga Railway Museum bzw. Umgeni Steam Railway
4. KwaZulu-Natal, Pietermaritzburg-Hilton, Natal Railway Museum (die originale Natal Stammlinie)

### Übriges Afrika
1. Ägypten, Kairo, Ägyptisches Eisenbahnmuseum
2. Kenia, Nairobi, Eisenbahnmuseum Nairobi
3. Namibia. Windhoek, TransNamib-Museum
4. Nigeria, Lagos, Legacy Railway Museum
5. Sambia, Livingstone, Eisenbahnmuseum Livingston
6. Senegal, Thiès, Musée Régional de Thiès, Ausstellungsraum zum Thema Bahnstrecke Dakar–Niger
7. Sierra Leone, Freetown, Nationales Eisenbahnmuseum von Sierra Leone
8. Simbabwe, Bulawayo, Zimbabwe National Railways Museum
9. Sudan, Atbara, Atbara Railway Museum
10. Uganda, Jinja, Uganda Railway Museum

## Amerika

### Kanada
1. Alberta, Edmonton, Alberta Railway Museum
2. Alberta, Stirling, Galt Historic Railway Park
3. British Columbia, Cranbrook, Canadian Museum of Rail Travel
4. British Columbia, Port Moody, Port Moody Station Museum
5. British Columbia, Prince George, Eisenbahn- und Waldmuseum
6. British Columbia, Revelstoke,
7. Manitoba, Winnipeg, Winnipeg Railway Museum (im Bahnhof)
8. New Brunswick, Hillsborough, Salem and Hillsborough Railroad
9. Neufundland, St. John’s, Railway Coastal Museum
10. Ontario, Elgin County, St. Thomas, Eisenbahnmuseum Elgin County
11. Ontario, Rockwood, Halton County Radial Railway
12. Ontario, Greater Sudbury, Capreol, Eisenbahnmuseum Nordontario
13. Québec, Saint-Constant, Exporail
14. Saskatchewan, Saskatoon, Eisenbahnmuseum Saskatchewan

- Association of Railway Museums, Vereinigung zum Erhalt von Eisenbahnmaterial in Nordamerika

### Vereinigte Staaten

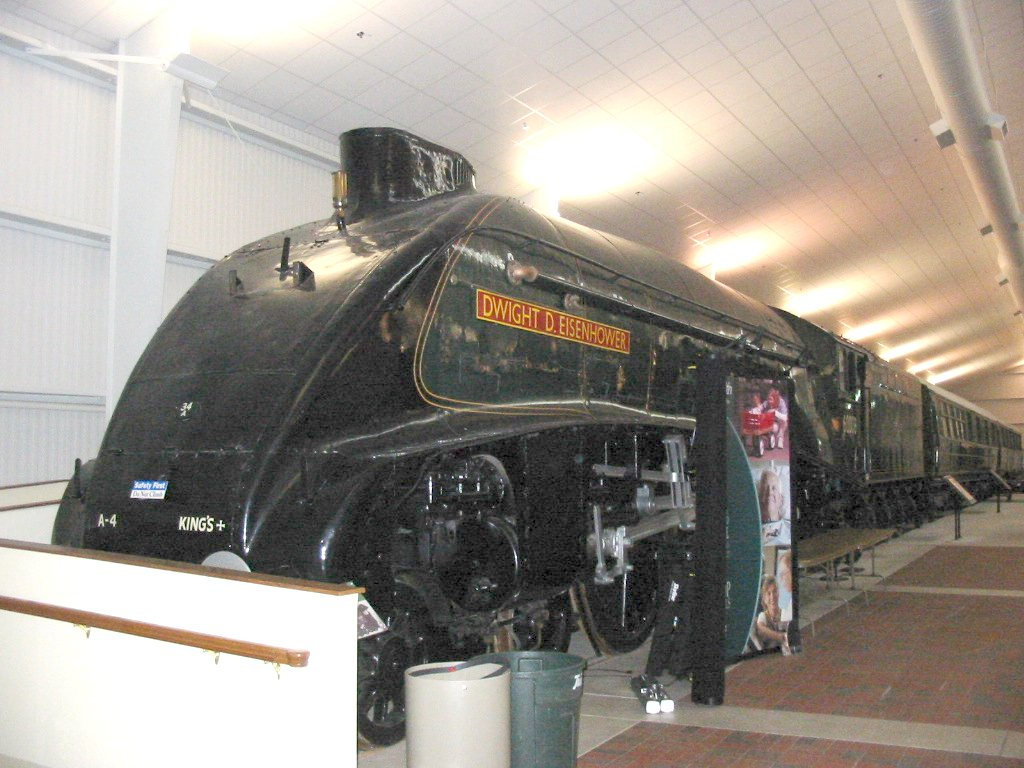
LNER 4496 „Dwight D Eisenhower“ im National Railroad Museum in Green Bay, Wisconsin

1. Alabama, Shelby County, Calera, Alabama, Heart of Dixie Railroad Museum
2. Arizona, Chandler, Eisenbahnmuseum Arizona
3. Arizona, Scottsdale, McCormick-Stillman Railroad Park
4. Arizona, Tucson, Southern Arizona Transportation Museum
5. Arkansas, Pine Bluff, Eisenbahnmuseum Arkansas
6. Arkansas, Cotton Belt Rail Historical Society, Gesellschaft zum Erhalt der Fahrzeuge der St. Louis Southwestern Railway
7. Connecticut, Danbury, Eisenbahnmuseum Danbury
8. Connecticut, East Windsor, Connecticut Trolley Museum
9. Connecticut, Thomaston, Eisenbahnmuseum Neuengland
10. Colorado, Denver, Forney Transportation Museum – sämtliche Verkehrsarten
11. Colorado, Durango, Durango and Silverton Narrow Gauge Railroad
12. Colorado, Golden, Colorado Railroad Museum
13. Florida, Miami-Dade County, Gold Coast Railroad Museum
14. Florida, Deerfield Beach, Deerfield Beach Seaboard Air Line Railway Station, Eisenbahnmuseum Südflorida
15. Florida, Milton, Eisenbahnmuseum Westflorida
16. Florida, Parrish, Eisenbahnmuseum der Golfküste in Florida
17. Florida, Palatka, Palatka
18. Georgia, Savannah, Historic Railroad Shops
19. Georgia, Savannah, Roundhouse Railroad Museum
20. Hawaii, Laupahoehoe, Laupahoehoe Train Museum
21. Illinois, Lee County, Amboy, Amboy Illinois Central Depot
22. Illinois, Galesburg, Eisenbahnmuseum Galesburg Ein Gebäude des Monticello Railway Museums

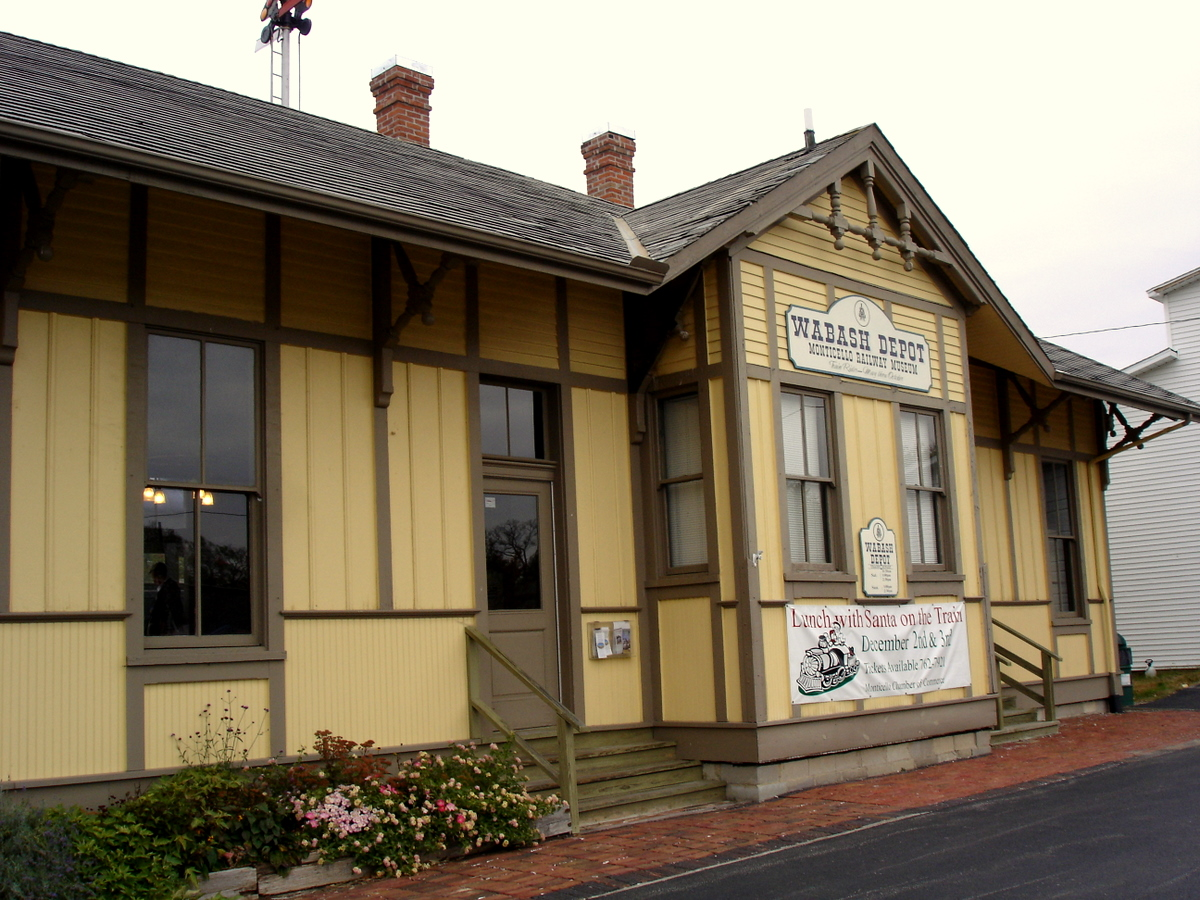
Ein Gebäude des Monticello Railway Museums

23. Illinois, Monticello, Monticello Railway Museum
24. Illinois, Union, Illinois Railway Museum
25. Indiana, Elkhart, National New York Central Railroad Museum
26. Indiana, French Lick, Eisenbahnmuseum Indiana
27. Indiana, Noblesville, Indiana Transportation Museum
28. Indiana, North Judson, Eisenbahnmuseum Hoosier Valley
29. Iowa, Moingona, Kate Shelley Railroad Museum, Eisenbahnunfall vom Honey Creek
30. Kalifornien, Barstow, Western America Railroad Museum
31. Kalifornien, bei Campo, Pacific Southwest Eisenbahnmuseum
32. Kalifornien, bei Fish Camp, Yosemite Mountain Sugar Pine Railroad
33. Kalifornien, Fremont, Society for the Preservation of Carter Railroad Resources
34. Kalifornien, Goleta, South Coast Railroad Museum
35. Kalifornien, Jamestown, Railtown 1897 State Historic Park
36. Kalifornien, Laws, Laws Railroad Museum and Historic Site
37. Kalifornien, Lomita, Eisenbahnmuseum Lomita
38. Kalifornien, Los Angeles, Travel Town Museum
39. Kalifornien, Nevada City, Nevada County Narrow Gauge Railroad & Transportation Museum
40. Kalifornien, Perris, Orange Empire Railway Museum
41. Kalifornien, Portola, Eisenbahnmuseum Westpazifik
42. Kalifornien. Sacramento, California State Railroad Museum
43. Kalifornien, San Francisco, Golden Gate Railroad Museum
44. Kalifornien, San Francisco Bay Area, Niles Canyon, Niles Canyon Railway
45. Kalifornien, San José, Dampfeisenbahnmuseum San Jose
46. Kalifornien, San Luis Obispo, Eisenbahnmuseum San Luis Obispo
47. Kalifornien, Santa Clara, South Bay Historical Railroad Society
48. Kalifornien, Suisun City, Western Railway Museum
49. Kalifornien, Pacific Locomotive Association, Gesellschaft zur Erhaltung von Eisenbahnmaterial
50. Kansas, Baldwin City, Midland Railway
51. Kansas, Wichita, Great Plains Transportation Museum
52. Kentucky, Bowling Green, Louisville and Nashville Railroad Station
53. Kentucky, Covington, Eisenbahnmuseum Greater Cincinnati
54. Kentucky, New Haven, Kentucky Railway Museum
55. Kentucky, Paducah (Kentucky), Paducah Railroad Museum
56. Kentucky, Versailles, Bluegrass Railroad and Museum
57. Maine, Kennebunkport, Seashore Trolley Museum
58. Maine, Owls Head, Owls Head Transportation Museum
59. Maine, Portland, Maine Narrow Gauge Railroad Museum – Schmalspur 2 ft = 610 mm
60. Maine, Wiscasset, Wiscasset, Waterville and Farmington Railway – Schmalspur 2 ft = 610 mm
61. Maryland, Baltimore, Baltimore and Ohio Railroad Museum
62. Maryland, Bowie, Huntington Railroad Museum
63. Maryland, Brunswick, Eisenbahnmuseum Brunswick
64. Maryland, Calvert County, Chesapeake Beach, Chesapeake Beach Railway Station
65. Maryland, Hagerstown, Hagerstown Roundhouse Museum
66. Maryland, Worcester County, Newark, Queponco Railway Station
67. Massachusetts, Lenox, Berkshire Scenic Railway Museum
68. Michigan, Durand, Michigan Railroad History Museum/Durand Union Station
69. Michigan, Thomas Edison Depot Museum
70. Minnesota, Duluth, Duluth Depot
71. Minnesota, Duluth, Lake Superior Railroad Museum
72. Minnesota, Minneapolis, Straßenbahnmuseum Minnesota
73. Minnesota, Minneapolis, Minnesota Transportation Museum
74. Minnesota, Princeton, Great Northern Depot
75. Minnesota, St. Paul, Minnesota Transportation Museum
76. Minnesota, Tower, Zugmuseum Tower
77. Minnesota, Wayzata, Great Northern Depot
78. Missouri, Belton, Belton, Grandview and Kansas City Railroad
79. Missouri, St. Louis, Museum of Transportation
80. Nebraska, Omaha, Florence, Florence Depot
81. Nevada, Ely, Nevada Northern Railway Museum
82. Nevada, Boulder City, Nevada Southern Railroad Museum
83. Nevada, Carson City, Eisenbahnmuseum Nevada
84. New Hampshire, North Conway, Conway Scenic Railroad
85. New Hampshire, Raymond, Raymond Boston and Maine Railroad Depot
86. New Jersey, Maywood, Maywood Station Museum
87. New Jersey, Whippany, Eisenbahnmuseum Whippany
88. New York, Brooklyn, New York Transit Museum – U-Bahn New York Transit Museum

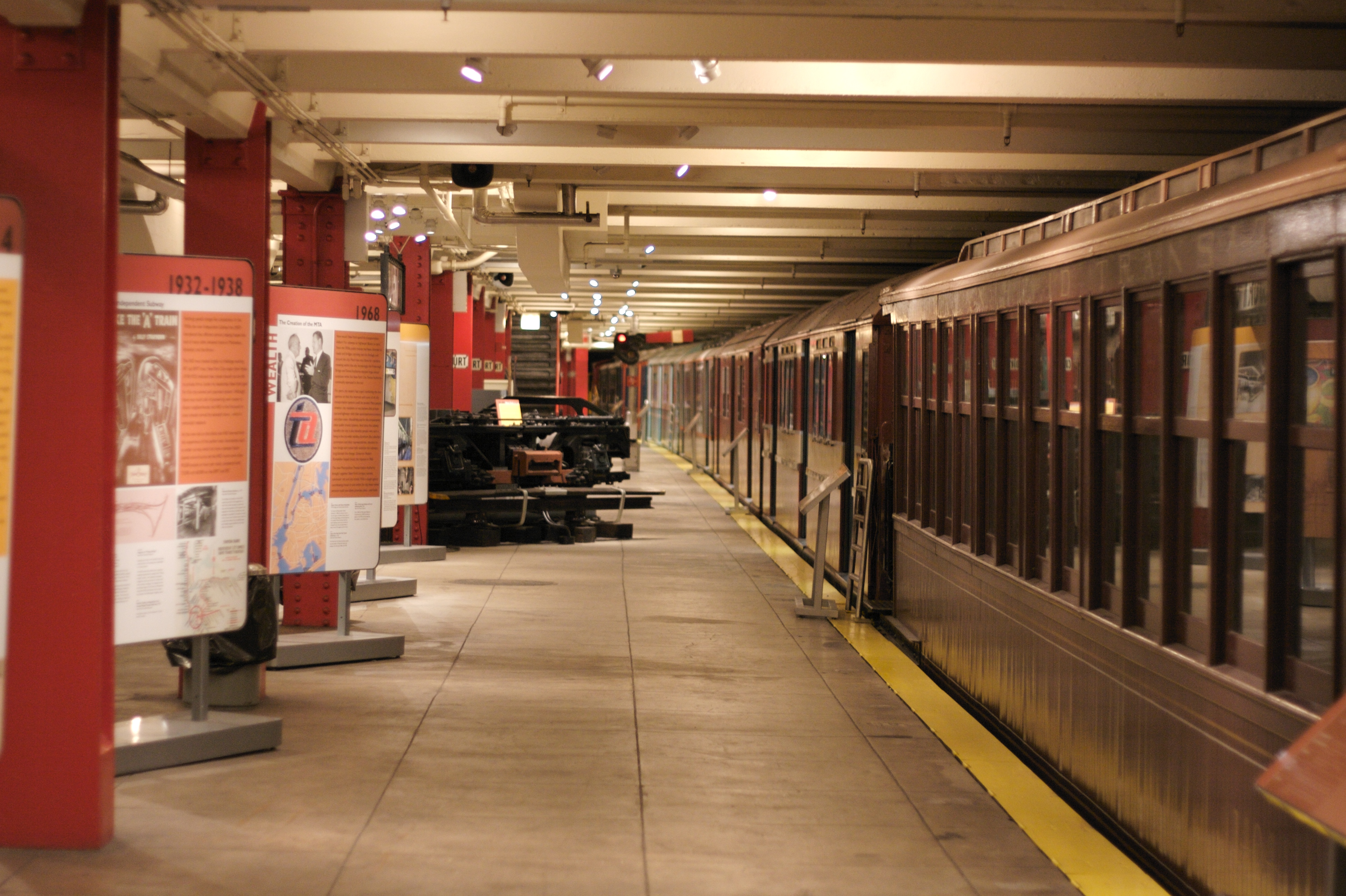
New York Transit Museum

89. New York, Brooklyn, Brooklyn Trolley Museum
90. New York, Industry, Rochester & Genesee Valley Railroad Museum
91. New York, Medina, Eisenbahnmuseum Medina
92. New York, North Tonawanda, Railroad Museum of the Niagara Frontier
93. New York, Phoenicia, Empire State Railway Museum
94. New York, Roxbury, Bahnhof Roxbury
95. New York, Ulster & Delaware Railroad Historical Society
96. North Carolina, Bonsal, New Hope Valley Railway
97. North Carolina, Spencer, North Carolina Transportation Museum
98. Ohio, Chippewa Lake, Eisenbahnmuseum Nordohio
99. Ohio, Worthington, Eisenbahnmuseum Ohio
100. Oklahoma, Oklahoma City, Eisenbahnmuseum oklahoma
101. Oregon, bei Prairie City, Sumpter Valley Railway Passenger Station
102. Pennsylvania, Altoona, Railroaders Memorial Museum – Gewidmet den Eisenbahnern und ihren Familien
103. Pennsylvania, bei Altoona, Allegheny Portage Railroad
104. Pennsylvania, bei Rockhill Furnace, East Broad Top Railroad
105. Pennsylvania, Erie, Erie Rail Museum im Bahnhof Eric
106. Pennsylvania, Gibsonia, Western Pennsylvania Model Railroad Museum
107. Pennsylvania, Scranton, Steamtown National Historic Site
108. Pennsylvania, Strasburg, Railroad Museum of Pennsylvania
109. Rhode Island, Kingston, Museum im Bahnhof Kingston
110. Tennessee, Chattanooga, Tennessee Valley Railroad Museum
111. Tennessee, Clarksville, Bahnhof Clarksville
112. Tennessee, Nashville, Tennessee Central Railway Museum
113. Texas, Dallas, Fair Park Museum of the American Railroad
114. Texas, Galveston, Eisenbahnmuseum Galveston
115. Texas, Marshall, Lokschuppen Marshall
116. Texas, Rosenberg, Eisenbahnmuseum Rosenberg
117. Texas, bei San Antonio, Texas Transportation Museum
118. Texas, Wichita Falls, Eisenbahnmuseum Wichita Falls
119. Utah, Helper, Western Mining and Railroad Museum
120. Utah, Ogden, Bahnhof Ogden
121. Utah, Promontory, Golden Spike National Historic Site
122. Utah, Tooele, Tooele Valley Railroad Museum[23]
123. Vermont, White River Junction, Bahnhof White River Junction
124. Virginia, Parksley, Eastern Shore Railway Museum
125. Virginia, Fort Eustis, Militäreisenbahn Fort Eustis
126. Virginia, Roanoke, O. Winston Link Museum – Museum eines Eisenbahnfotografen
127. Virginia, Roanoke, Virginia Museum of Transportation – Eisenbahnen und Automobile
128. Washington, Bellingham, Eisenbahnmuseum Bellingham
129. Washington, Chehalis, Chehalis–Centralia Railroad
130. Washington, Snoqualmie, Northwest Railway Museum
131. Washington, Toppenish, Northern Pacific Railway Museum
132. West Virginia, Elkins, Eisenbahnmuseum West Virginia
133. West Virginia, Thurmond, Bahnhof Thurmond
134. Wisconsin, Ashwaubenon, Green Bay, National Railroad Museum
135. Wisconsin, Colfax, Eisenbahnmuseum Colfax
136. Wisconsin, East Troy, East Troy Electric Railroad Museum
137. Wisconsin, Laona, Camp Five Museum
138. Wisconsin, Madison, Zentrum für Eisenbahnfotografie und Kunst
139. Wisconsin, North Freedom, Mid-Continent Railway Museum
140. Wisconsin, Sturtevant, Western Union Junction Railroad Museum
141. Wyoming, Cheyenne, Wyoming Transportation Museum – Eisenbahnen und Bahnhofsnachbildungen
142. Wyoming, Douglas, Douglas Railroad Interpretive Center

### Mexiko
1. Aguascalientes (Bundesstaat), Aguascalientes, Old Railway Station Museum
2. Coahuila, Torreón, Museo del Ferrocarril de Torreón
3. Morelos, Cuautla, Ferrocarril Interoceánico de México
4. Puebla (Bundesstaat), Puebla, Museo Nacional de los Ferrocarriles Mexicanos
5. Yucatán, Mérida, Museo de los Ferrocarriles de Yucatán,
6. Mexiko-Stadt, Museo Tecnológico de la Comisión Federal de Electricidad (MUTEC)
7. Mexiko-Stadt, Museo de los Ferrocarrileros

### Guatemala
1. Guatemala-Stadt, Eisenbahnmuseum Guatemala

### Bermuda
1. Hamilton Parish, Railway Museum Bermuda

### Brasilien
Quelle: Eisenbahntourismus-Verband

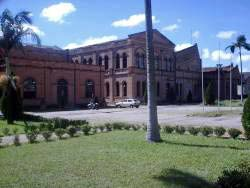
Museu Ferroviário Barão de Mauá

1. Ceará, Fortaleza, Av. Francisco Sá, Museu Ferroviário de Fortaleza
2. Espírito Santo, Vila Velha, Museu Ferroviário Vila Velha
3. Espírito Santo, Rio Doce, Museu Vale do Rio Doce, Centro de Memória da Estrada de Ferro Vitória a Minas
4. Espírito Santo, João Neiva, Av. Pres. Vargas, 149, Museu Ferroviário de João Neiva,
5. Goiás, Pires do Rio, Av. Coronel Lino Teixeira de Sampaio, Museu Ferroviário de Pires do Rio,
6. Mato Grosso do Sul, Miranda, Museu Ferroviário de Miranda,
7. Minas Gerais, Belo Horizonte, Cruzeiro, Centro Cultural Rotunda, Antiga rotunda da RMV em Cruzeiro, perto da estação ferroviária, onde existem locomotivas da ABPF
8. Minas Gerais, Bom Despacho, Museu Ferroviário da Estrada de Ferro Paracatú,
9. Minas Gerais, Juiz de Fora, Av. Brasil, 2 Museu Ferroviário de Juiz de Fora (im Bahnhof)
10. Minas Gerais, Lafaite, Rua Marechal Floriano, 76, Museu Ferroviário de Conselheiro Lafaiete
11. Minas Gerais, Sete Lagoas, Av. Antonio Olinto, Museu Ferroviário de Sete Lagoas, (im alten Bahnhof)
12. Minas Gerais, Soledade de Minas, Museu Ferroviário de Soledade de Minas, (im Bahnhof)
13. Minas Gerais, São João del-Rei, Av. Hermilio Alves, 366, Estrada de Ferro Oeste de Minas (Trem turístico), Eisenbahnmuseum und Museumseisenbahn
14. Paraná, Curitiba, Av. Sete de Setembro, Museu Ferroviário de Curitiba
15. Pernambuco, Recife, Praça Visconde de Mauá, Museu do Trem do Recife
16. Rio de Janeiro, Miguel Pereira, Distrito de Governador Portela, Estação de Governador Portela, Museu Ferroviário de Miguel Pereira,
17. Rio de Janeiro, Rio de Janeiro, Stadtteil Engenho de Dentro, Museu do Trem do Rio de Janeiro
18. Rio de Janeiro, Rio de Janeiro, Santa Teresa, Rua Carlos Brant 14, Museu do Bonde, gegründet 1979
19. Rio de Janeiro, Valença, Museu Ferroviário de Valença,
20. Rio de Janeiro, Paraíba do Sul, Museu Ferroviário de Paraíba do Sul, Bahnhof Estação Ferroviária de Paraíba do Sul, Centro
21. Rio de Janeiro, Município de Miguel Pereira, Distrito de Governador Portela, Estação de Governador Portela Museu Ferroviário de Miguel Pereira
22. Rio de Janeiro, Rio das Ostras, Centro Ferroviário de Cultura de Rocha Leão, Centro de Rocha Leão
23. Rio Grande do Sul, Santo Ângelo, Memorial Coluna Prestes am alten Bahnhof
24. Rio Grande do Sul, São Leopoldo, in der Vorstadt in der Rua Lindolpho Collor, 61, Museu do Trem de São Leopoldo
25. Santa Catarina, Içara, Av. Procópio Lima
26. Santa Catarina, Tubarão, Avenida Pedro Zapelini, Museu Ferroviário de Tubarão
27. Rondônia, Porto Velho, Museu da Estrada de Ferro Madeira-Mamoré
28. São Paulo, Atibaia, Stadtviertel Bairro do Caetetuba, Center Park Atibaia, Av. Jerônimo de Camargo, Museu Ferroviário Dinâmico
29. São Paulo, Bauru, Rua 1.º de Agosto, Museu Ferroviário Regional de Bauru
30. São Paulo, Campinas, Museu Ferroviário de Campinas
31. São Paulo, Indaiatuba, Museu Ferroviário de Indaiatuba
32. São Paulo, Jundiaí, Museu da Companhia Paulista de Estradas de Ferro, Av. União dos Ferroviários
33. São Paulo, Santo André, Stadtteil Paranapiacaba, Castelinho, Vila Ferroviária de Paranapiacaba, Museu Tecnológico Ferroviário de Paranapiacaba
34. São Paulo, São Paulo, Museu da Tecnologia de São Paulo, Technologiemuseum mit Eisenbahnabteilung und Lokomotive
35. São Paulo, São Paulo, Museu do Transporte Público Gaetano Ferolla, Eisen- und Straßenbahnen
36. São Paulo, São Paulo, Moóca, Rua Visconde de Parnaíba, Memorial do Imigrante, Museum der Einwanderung mit Eisenbahnabteilung dazu Núcleo Histórico dos Transportes – Viagem do Imigrante
37. São Paulo, Sorocaba, Museu da Estrada de Ferro Sorocabana, Rua Dr. Álvaro Soares, 553, Jardim Maylasky

### Argentinien
1. Provinz Buenos Aires, Bahía Blanca, Museo Ferrowhite
2. Provinz Buenos Aires, Buenos Aires, Museo Nacional Ferroviario
3. Provinz Buenos Aires, La Plata-Tolosa, Museo Ferroviario de Tolosa
4. Provinz Santa Cruz, Puerto Deseado, Museo del ex Ferrocarril Patagónico
5. Provinz Santa Cruz, Río Gallegos, Museo Ferroviario Roberto Galian
6. Provinz Santa Fe, Puerto General San Martín,  Museo Estación Cullen
7. Provinz Mendoza, San Rafael, Museo Municipal Ferroviario

### Bolivien
1. Machacamarca, Eisenbahnmuseum Machacamarca

### Chile
1. Santiago de Chile, Museo Ferroviario de Santiago

### Uruguay
- vgl. Schienenverkehr in Uruguay#Eisenbahnmuseen

### Peru
1. Tacna, Eisenbahnmuseum Tacna

## Asien

### Armenien
1. Jerewan, Armenisches Eisenbahnmuseum, eröffnet am 31. Juli 2009[25]

### Aserbaidschan
1. Aserbaidschanisches Eisenbahnmuseum, Baku

### Bangladesch
1. Bangladesh Railway Museum, Chittagong

### China
1. Peking, Chinesisches Eisenbahnmuseum (中国铁道博物) mit einer Fläche von 16.500 m² – Eisenbahnen seit 1949 (gegründet 2002)
2. Hongkong, Distrikt Tai Po, Eisenbahnmuseum Hongkong
3. Kunming, Bahnhof, Kunming North Railway Station
4. Nanjing, Nanjing West Railway Station
5. Shanghai, Shanghai Railway Museum
6. Shenyang, Dampflokomotivenmuseum Shenyang
7. Wuhan, Wuhan Metro Museum, eröffnet am 27. Dezember 2013

### Indien
1. Neu-Delhi, Chanakyapuri, National Rail Museum of India
2. Assam, Tinsukia, Railway Heritage Park of Tinsukia
3. Karnataka, Mysuru, Railway Museum Mysore
4. Maharashtra, Pune, Karve Road, Joshi's Museum of Miniature Railway
5. Tamil Nadu, Chennai-Perambur, Regional Railway Museum
6. Tamil Nadu, Tiruchirappalli, Railway Heritage Centre

### Indonesien
1. Indonesien, Eisenbahnmuseum Ambarawa
2. Indonesien, Jakarta Transportmuseum

### Israel

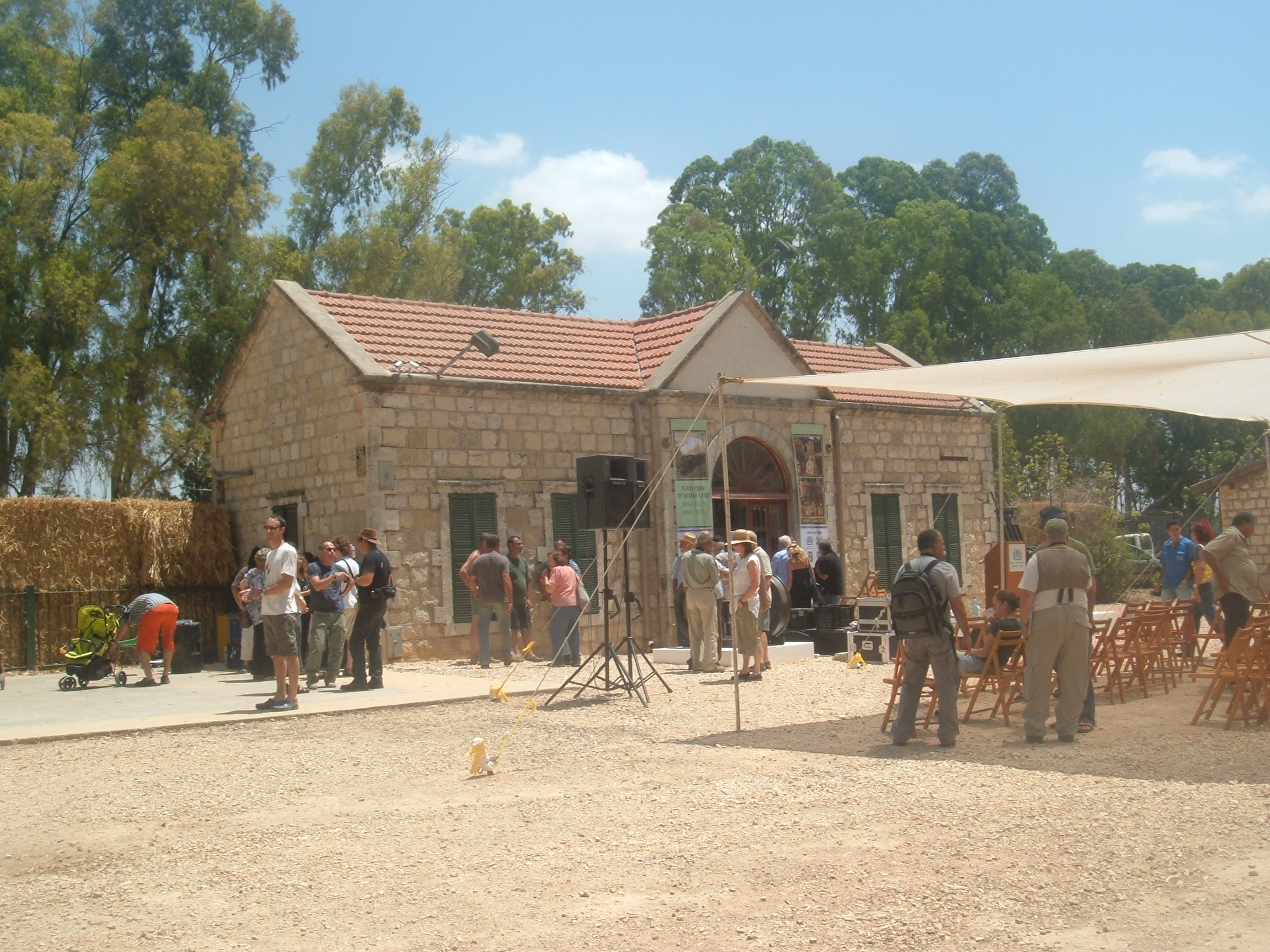
Talbahn-Stätte, Kfar Jehoschuʿa

1. Bezirk Haifa, Haifa, Israelisches Eisenbahnmuseum (hebräisch מוּזֵיאוֹן רַכֶּבֶת יִשְׂרָאֵל Mūsejʾōn Rakkevet Jisraʾel), eröffnet 1983
2. Nordbezirk, Kfar Jehoschuʿa, (Jesreʿel-)Talbahn-Stätte (hebräisch אֲתַר רַכֶּבֶת  הָעֵמֶק Atar Rakkevet ha-ʿEmeq), eröffnet 2008
3. Israel, Haifa, Israelisches Eisenbahnmuseum, Betreiber ist Israel Railways

### Japan

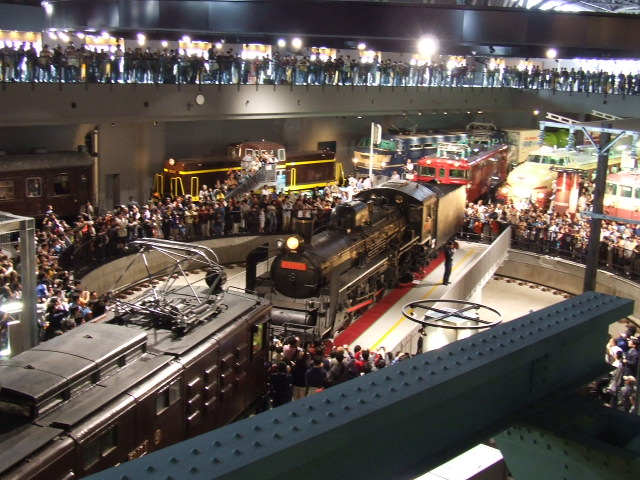
Railway Museum Saitama

1. Region Chūbu, Präfektur Aichi, Nagoya, SCMaglev and Railway Park (リニア・鉄道館　～夢と想い出のミュージアム), eröffnet am 14. März 2011
2. Chūbu, Präfektur Aichi, Nisshin, Bahnhof Akaike, Nagoya City Tram & Subway Museum ( レトロでんしゃ館),
3. Chūbu, Präfektur Shizuoka, Hamamatsu, Bahnhof Chūbu-Tenryū, Sakuma Rail Park, 佐久間レールパーク eröffnet am 1. November 2009
4. Region Chūgoku, Präfektur Okayama, Tsuyama, Tsuyama Railroad Educational Museum (津山まなびの鉄道館), eröffnet am 2. April 2016
5. Region Kantō, Präfektur Gunma, Annaka, Usui Pass Railway Heritage Park, Usui Pass Railway Heritage Park (碓氷峠鉄道文化むら), eröffnet am 18. April 1998
6. Kantō, Präfektur Kanagawa, Yokohama-Nishi-ku, Hara Model Railway Museum (原鉄道模型博物館), eröffnet am 10. Juli 2012
7. Kantō, Präfektur Saitama, Saitama, Omiya, Bahnhof Ōmiya Eisenbahnmuseum
8. Kantō, Präfektur Tokio, Ōme, Ōme-Eisenbahnpark (青梅鉄道公園 Ōme Tetsudō Kōen), eröffnet 1962
9. Kantō, Präfektur Tokio, Hino, Tama-Dōbutsukōen Station, Keio Rail-Land, (京王れーるランド) eröffnet März 2000
10. Kantō, Präfektur Tokio, Tokio, Tokyo Subway Museum
11. Kantō, Präfektur Tokio, Sumida, Tobu Museum (東武博物館 Tōbu Hakubutsukan), eröffnet Mai 1989
12. Region Kinki, Präfektur Kyōto, Kioto-Shimogyō-ku, Dampflokomotivenmuseum Umekoji, eröffnet am 10. Oktober 1972, als Eisenbahnmuseum Kyōto (京都鉄道博物館) am 29. April 2016
13. Kinki, Präfektur Osaka, Osaka, Minato-ku Modern Transportation Museum (交通科学博物館), 21. Januar 1962 bis 6. April 2016, Die Esienbahn-Ausstellungsstücke wurden dem Eisenbahnmuseum Kyōto vermacht
14. Kinki, Präfektur Shiga, Nagahama, Nagahama Railroad Square

### Kasachstan
- Eisenbahnmuseum Almaty

### Saudi-Arabien
1. Saudi-Arabien, Mada'in Salih, (an der Hejaz Railway) Im Lokschuppen wurde um das Jahr 2005 ein kleines Eisenbahnmuseum zur Hedschasbahn eingerichtet.
2. Saudi-Arabien, Medina, Hejaz Railway Museum, eröffnet 2006

### Taiwan
1. Taiwan, Kaohsiung-Gushan, Eisenbahnmuseum Takao
2. Taiwan, Miaoli, Eisenbahnmuseum Miaoli

### Thailand
1. Bangkok, Chatuchak Park, Hall of Railway Heritage
2. Kanchanaburi
3. Thailand-Burma-Eisenbahn, Hellfire Pass

### Übriges Asien
1. Nordkorea, Eisenbahnmuseum Pjöngjang, Metro-Museum Pjöngjang
2. Südkorea, Uiwang
3. Pakistan, Islamabad-Golra Sharif, beim Sector E-11, Golra Sharif Junction railway station, Pakistan Railways Heritage Museum, eröffnet 26. September 2003
4. Usbekistan, Taschkent, Ташкентский музей железнодорожной техники

## Australien und Neuseeland

### Australien
- Australian Capital Territory, Canberra, Eisenbahnmuseum Canberra
- New South Wales (NSW), Albion Park Rail bei Wollongong, Illawarra Light Railway Museum
- NSW, Cowra, Lachlan Valley Railway
- NSW, Dorrigo, Dorrigo Dampfeisenbahn mit Museum
- NSW, Glenreagh, (bei Coffs Harbour), Glenreagh Mountain Railway
- NSW, Thirlmere, New South Wales Rail Transport Museum
- NSW, Valley Heights, Valley Heights Locomotive Depot Heritage Museum
- NSW, Broken Hill, Tramway Museum
- Northern Territory, Alice Springs, Old Ghan Heritage Railway
- Queensland, Rockhampton, Archer Park Railway Station
- South Australia, Adelaide, Port Adelaide, National Railway Museum
- South Australia, Peterborough, Steamtown
- South Australia, Quorn, Pichi Richi Railway
- Tasmanien, Devonport, Don River Railway, Museum mit über 100 Lokomotiven und Wagen
- Tasmanien, Hobart, Glenorchy, Tasmanian Transport Museum, Busse und Eisenbahnen
- Tasmanien, Launceston, Queen Victoria Museum, Museum mit vielen Stücken der Eisenbahn
- Tasmanien, Zeehan, West Coast Pioneers Memorial Museum

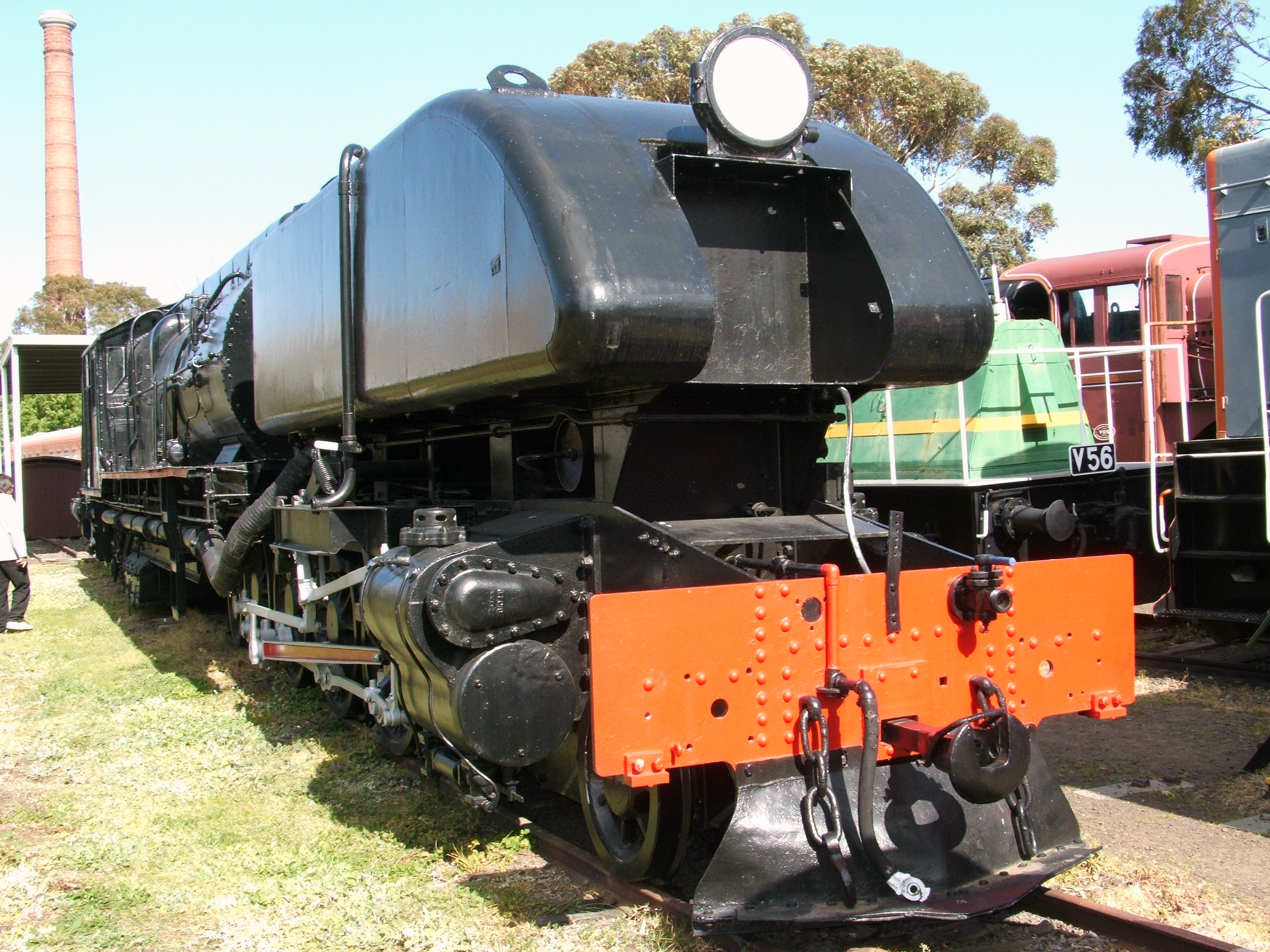
Australian Standard Garratt Nr. 33 im Museum der Australian Railway Historical Society in North Williamstown, Victoria.

- Victoria, Williamstown North in Melbourne, ARHS Railway Museum (ARHS = Australian Railway Historical Society, Victorian Division Inc), Champian Road, zwischen dem Bahnhof North Williamstown von Metro Trains Melbourne und dem Ausbesserungswerk und Hersteller Newport Workshops gelegen (Koordinaten:37° 51′ 22,35″ S, 144° 53′ 11,59″ O), Museum mit vielen Exponaten, überwiegend in Spurweite 1600 mm, der ehemaligen „Victorian Railways (VicRail)“ heutigen „V/Line“
- Victoria, Belgrave, Puffing Billy Railway: Die Puffing Billy Railway ist eine schmalspurige australische Museumsbahn in den Dandenongs bei Melbourne. Die Spurweite beträgt 762 mm (2 ft 6 in).
- Western Australia, Bassendean (bei Perth), Australian Railway Historical Society

### Neuseeland

#### Nordinsel
- Region Auckland, Auckland, Western Springs, Museum of Transport and Technology, alle Verkehrsarten
- Region Wellington, South Wairarapa District, Carterton, Wairarapa Railway Restoration Society
- Wellington, South Wairarapa District, Featherston (Neuseeland), Fell Engine Museum
- Wellington, Kapiti Coast District, Paekakariki, Rail and Heritage Museum
- Wellington, Wellington, Wellington Cable Car Museum

#### Südinsel
- Region Canterbury, Timaru District, Pleasant Point, Pleasant Point Museum and Railway auf der Südinsel (Neuseeland)
- Region Westküste, Grey District, bei Greymouth, Shantytown Heritage Park, einige Dampflokomotiven
- Canterbury, Ashburton District, Ashburton, Plains Vintage Railway, einige Lokomotiven
- Canterbury, Christchurch, Ferrymead Heritage Park, mehr oder weniger Transportmuseum
- Canterbury, Timaru District, Pleasant Point, Pleasant Point Museum and Railway